# Bözberg
Bözberg är en kommun i distriktet Brugg i kantonen Aargau, Schweiz. Kommunen har 1 670 invånare (2023).
Kommunen Bözberg (med ett delvis annat område än dagens kommun) delades 1873 upp på kommunerna Oberbözberg och Unterbözberg. Kommunen återskapades den 1 januari 2013 när kommunerna Gallenkirch, Linn, Oberbözberg och Unterbözberg slogs samman till den nya kommunen Bözberg.
Gallenkirch, Linn och Oberbözberg är de större byarna i kommunen. Unterbözberg är ingen by, utan inom den gamla kommunens område finns byarna Neustalden, Vierlinden, Altstalden, Birch, Ursprung, Hafen, Egenwil och Kirchbözberg.